# 20794 Ryanolson
20794 Ryanolson (2000 SD161) là một tiểu hành tinh vành đai chính được phát hiện ngày 27 tháng 9 năm 2000 bởi Nhóm nghiên cứu tiểu hành tinh gần Trái Đất phòng thí nghiệm Lincoln ở Socorro.